# 重夫 (呼出)
重夫（しげお、1966年（昭和41年）1月25日 - ）は、大相撲の呼出。九重部屋所属、滋賀県野洲市出身、本名は谷口卓美（たにぐち たくみ）。現在は三役呼出を務めている。

## 来歴
中学3年の2月、体格の良い友達の元に北の富士がやって来る予定だと聞いたので、北の富士に会おうとその子の家に遊びに行った。その子は力士になる気などさらさらなく、谷口少年の方が相撲に興味があり、谷口少年は北の富士にいろいろと質問をぶつけた。すると北の富士から博識さを買われ、呼出になるように勧誘を受けた。既に私立高校へに合格していたため最初は勧誘を社交辞令だと受け止めていたが、その後も連絡が北の富士から来るので悩んだ末に1度東京で勝負しようかと決断した。両親は賛成も反対もしていなかったが「中途半端なところで戻ってきても、帰る家はありませんよ」と送り出した。
1981年4月、中学卒業直後に入門。5月場所の土俵築きが初めての仕事であった。当時は右も左もわからず、ただ土を運ぶことしかできなかった。当時は30人程度しか呼出がおらず人手不足であり、着付けもわからないまま他の人に着物を着せてもらって初土俵となる5月場所を迎えた。初日にいきなり懸賞旗を持って土俵を回り、2日目に呼び上げの練習を行い、3日目にいきなり呼び上げデビュー。1場所の研修期間を経てから面接の後に採用される2019年の採用規定では到底有り得ないスピード起用ぶりであった。毎年2月と6月に太鼓の練習はあったが、初土俵直後の6月に先輩から口頭でリズムを教わり、部屋で枕を太鼓代わりにして練習した。
2012年5月場所優勝決定戦の栃煌山-旭天鵬戦、2018年1月場所14日目の栃ノ心-松鳳山戦と、2回に渡って平幕同士で対戦した結果優勝が決定した取組を担当した経験がある。本人にとって、この一番は顔が青くなるほどのプレッシャーであり、取り組みが終わった後は体がだるくてしばらく動けなかったという。

## 人物
呼び上げに関しては兄弟子たちからずっと「下手」と呼ばれ、2019年3月場所前の記事でも苦手であることを認めている。
また、土俵築きに関しては、慣れても体力を使う仕事だと話している。
本人曰く「顔に似合わず下戸」とのことで、酒は飲まない。

## 呼出論
- 呼出は黒子なのでさりげなく力士を避けてさりげなく戻り、あたかも何もなかったかのように振る舞うのが理想と主張している。本人は、とにかく慌てた顔をしないのが重要で、力士が落ちてきそうもないのに逃げるのも恥だと語っている[1]。
- 呼出たるもの喉のケアは大切であり、のど飴や薬用スプレーなどでのケアは怠ることができない[1]。
- 土俵築の道具として使われるビール瓶の銘柄はほとんどアサヒビールであることが、好角家によく知られている。重夫はこれについて「ビール瓶は、持ちやすく、重さもちょうどいい。キリンのビール瓶は薄くて割れやすいので、キリン以外を使っています。サッポロでもサントリーでもいいのですが、アサヒを使っていますねと語っている[3]。

## 略歴
- 1981年5月場所 - 初土俵
- 1994年7月場所 - 呼出の番付制導入により、幕下呼出となる。
- 1996年1月場所 - 十両呼出に昇進。
- 2002年1月場所 - 幕内呼出に昇進。
- 2014年11月場所 - 三役呼出に昇進。